# Tibna
Tibna (arab. تبنة) – miejscowość w Syrii, w muhafazie Dara. W 2004 roku liczyła 1272 mieszkańców.